# Medinilla palawanensis
Medinilla palawanensis är en tvåhjärtbladig växtart som beskrevs av Regalado. Medinilla palawanensis ingår i släktet Medinilla och familjen Melastomataceae.
Artens utbredningsområde är Filippinerna. Inga underarter finns listade i Catalogue of Life.